# دونوفان سولانو
دونوفان سولانو (بالإسبانية: Donovan Solano)‏ هو لاعب كرة قاعدة كولومبي، ولد في 17 ديسمبر 1987 في بارانكيا في كولومبيا.

## وصلات خارجية
- دونوفان سولانو على موقع دوري كرة القاعدة الرئيسي (الإنجليزية)
- دونوفان سولانو على موقعبيزبول رفرنس.كوم (الدوري الرئيسي) (الإنجليزية)
- دونوفان سولانو على موقعبيزبول رفرنس.كوم (الدوري الثانوي) (الإنجليزية)
- دونوفان سولانو على موقع إي إس بي إن.كوم (أم.أل.بي) (الإنجليزية)
- دونوفان سولانو على موقع مشجعي الرسوم البيانية (الإنجليزية)